# Avenue Sainte-Anne (Brabant flamand)
Pour les articles homonymes, voir Avenue Sainte-Anne.
Pour la route nationale 202 française, voir RN 202.
L'avenue Sainte-Anne (en néerlandais : Sint-annalaan) est une avenue qui forme la frontière entre les communes de Grimbergen et Vilvorde. Elle forme également la N202 ou nationale 202.
La rue Sainte-Anne (en néerlandais : Sint-annastraat) est l'ancien tracé du bout de l'avenue Sainte-Anne, celle-ci ayant été dévié sur la droite jusqu'au rond-point de la chaussée Romaine. La frontière suit cette rue plutôt que la partie déviée de l'avenue.
Elles se situent à l'emplacement d'un ancien chemin : le chemin Sainte-Anne qui reliait la Fontaine et la chapelle Sainte-Anne de Laeken à Grimbergen. C’est ce chemin qui donna plus tard la rue de Wand sur le territoire bruxellois et la rue et l'avenue Sainte-Anne en Flandre.
La rue Sainte-anne débouche sur la place du Mutsaert, cœur du hameau du Mutsaard dont font partie en partie l'avenue et la rue.
L’ancien tram vicinal vers Grimbergen passait là avant la construction de l'avenue.
Entre 2020 et 2022, la rue a été entièrement réamenagée pour pouvoir accueillir le Ringtrambus. 